# 金河街道
金河街道，是中华人民共和国河南省驻马店市驿城区下辖的一个乡镇级行政单位。

## 行政区划
金河街道下辖以下地区：
东高社区、郭庄社区、桑王庄社区、小界牌村和汪刘庄村。